# 1604 en santé et médecine
| Années de la santé et de la médecine : 1601 - 1602 - 1603 - 1604 - 1605 - 1606 - 1607    |
| Décennies de la santé et de la médecine : 1570 - 1580 - 1590 - 1600 - 1610 - 1620 - 1630 |

Cet article présente les faits marquants de l'année 1604 en santé et médecine.

## Événements
- 16 décembre : un bureau de la santé est créé à Bordeaux, « chargé de connaître l’état sanitaire de la cité, d’assurer la police, de surveiller les dépenses de santé et de tenir à jour les listes des morts […], alors qu’une épidémie de peste s’abat sur la ville[1] ».
- « À Bruges, le Magistrat publie une ordonnance réglant minutieusement tout ce qui se d[oit] faire en temps d'épidémie[2] ».
- « Arrivée des premiers colons en Nouvelle-France, dont Louis Hébert, premier apothicaire[3] ».
- Une chaire de pharmacie est créée à Toulouse[4].
- Henri IV signe la première charte des eaux minérales, encadrant leur utilisation à des fins médicales.

## Publications
- Joseph du Chesne (c.1544-1609) publie son traité Ad veritatem hermeticae medicinae[5].
- Sous le titre de Novum lumen chymicum, l'alchimiste Michael Sendivogius publie un manuscrit de son maître, Alexandre Seton, dit le Cosmopolite[6].
- 1600 ou 1604 : Girolamo Fabrizi d'Acquapendente (1533-1619) : De formato foetu (« Sur le fœtus formé »), traité d'embryologie[7],[8].

## Naissances
- 16 mars : Jean Rudolphe Glauber (mort en 1670), pharmacien, chimiste et alchimiste allemand[9],[10].

## Décès
- 28 mars : Agustín Farfán (né en 1532), médecin, prêtre et missionnaire augustin espagnol, médecin de Philippe II, roi d'Espagne, et membre de l'université royale et pontificale du Mexique[11].
- 5 juin : Thomas Muffet (né vers 1553), médecin et naturaliste anglais[12], auteur en 1588 de la  Nosomantica Hippocratea[13].
- Nicolas Barnaud (né en 1539), médecin et alchimiste français[14].
- William Clowes (né vers 1540), chirurgien anglais de la Royal Navy[15].
- Alexandre Seton, dit le Cosmopolite (né à une date inconnue), alchimiste écossais[6].